# Světový pohár ve sportovním lezení 2016
Světový pohár ve sportovním lezení 2016 se uskutečnil v 10 zemích, ve všech disciplínách proběhlo 7 závodů.
Zahájen byl 16. dubna ve švýcarském Meiringenu prvním závodem světového poháru ve sportovním lezení disciplínou bouldering. Poslední závody světového poháru se uskutečnily 12.—13. srpna v německém Mnichově (bouldering), 22.—23. října v čínském Sia-menu (rychlost) a 26.—27. listopadu tradičně ve slovinské Kranji (obtížnost). Celkem proběhlo 16 (21) závodů pod patronátem IFSC, z toho pět pořadatelských měst mělo zdvojené disciplíny.
Dle bodového klíče SP získalo prvních třicet závodníků body do celkového hodnocení, škrtal se nejhorší výsledek ze sedmi závodů. V kombinaci byli vyhodnoceni závodníci, kteří se účastnili alespoň jednoho závodu ve více disciplínách.
V roce 2016 se v uvedených disciplínách konalo také Mistrovství světa, které se do výsledků světového poháru nezapočítávalo a první ročník Akademického mistrovství světa.
Nejlepší dva závodníci SP z každé kategorie (celkem 12) se nominovali mezi 72 lezců pro účast na Světových hrách ve Vratislavi v roce 2017 dle mezinárodní kvóty.

## Češi na SP 2016
Komise soutěžního lezení Českého horolezeckého svazu určila reprezentaci pro účast na závodech světového poháru na základě nominačních závodů a početních kvót pro závodníky dle IFSC.
Čeští závodníci začali dobře se čtyřmi stříbrnými medailemi: Martin Stráník v boulderingu a poté Libor Hroza třemi v lezení na rychlost.
Ve druhém kole světového poháru v boulderingu v japonském Kazu se Martin Stráník dostavil o čtyři minuty pozdě do izolace v posunutém harmonogramu semifinále a skončil zde tak na dvacátém místě (z kvalifikace postupoval sedmý). V Číně nestartoval. Ve 4. kole v Indii postoupil z kvalifikace z 14. místa, bohužel v semifinále netopoval a skončil 19.
Před předposledním kolem světového poháru na rychlost Libor Hroza oznámil, že nebude pokračovat, a ukončil sezónu tohoto SP dříve. Chtěl si odpočinout, vrátit se do skal a najít znovu radost z lezení, aby mohl závodit s větší silou.

## Přehledy závodů
V Indii byla v boulderingu pouze jedna kvalifikační skupina závodníků (5 bouldrů).
| Kalendář závodů SP 2016 | Kalendář závodů SP 2016 | Kalendář závodů SP 2016 | Kalendář závodů SP 2016                                                  | Kalendář závodů SP 2016 | Kalendář závodů SP 2016 | Kalendář závodů SP 2016 | Kalendář závodů SP 2016 | Kalendář závodů SP 2016 | Kalendář závodů SP 2016 |
| Datum                   | Místo                   | Země                    | Web                                                                      | Počet závodníků         | Počet závodníků         | Počet závodníků         | Počet zemí              | Počet zemí              | Počet zemí              |
| Datum                   | Místo                   | Země                    | Web                                                                      | obtížnost               | rychlost                | bouldering              | obtížnost               | rychlost                | bouldering              |
| ----------------------- | ----------------------- | ----------------------- | ------------------------------------------------------------------------ | ----------------------- | ----------------------- | ----------------------- | ----------------------- | ----------------------- | ----------------------- |
| 15.-16. dubna           | Meiringen               | Švýcarsko               | mountainfestival.ch                                                      | —                       | —                       | 84+59                   | —                       | —                       | 26+24                   |
| 23.-24. dubna           | Kazo                    | Japonsko                | jma-climbing.org                                                         | —                       | —                       | 69+53                   | —                       | —                       | 22+17                   |
| 30. dubna – 1. května   | Čchung-čching           | Čína                    | CMA Archivováno 12. 1. 2016 na Wayback Machine.                          | —                       | 35+19                   | 63+37                   | —                       | 14+8                    | 22+17                   |
| 7.-8. května            | Nanking                 | Čína                    | CMA Archivováno 12. 1. 2016 na Wayback Machine.                          | —                       | 30+17                   | —                       | —                       | 12+8                    | —                       |
| 14.-15. května          | Nová Bombaj             | Indie                   | giriviharworldcup.com                                                    | —                       | —                       | 42+38                   | —                       | —                       | 15+15                   |
| 20.-21. května          | Innsbruck               | Rakousko                | boulderworldcup-innsbruck.com Archivováno 6. 2. 2020 na Wayback Machine. | —                       | —                       | 108+68                  | —                       | —                       | x                       |
| 10.-11. června          | Vail                    | USA                     | mountaingames.com                                                        | —                       | —                       | 58+47                   | —                       | —                       | x                       |
| 11.-12. července        | Chamonix                | Francie                 | chamonixsport.com                                                        | 80+47                   | 32+27                   | —                       | x                       | x                       | —                       |
| 15.-16. července        | Villars                 | Švýcarsko               | villars.ch                                                               | 66+51                   | 30+26                   | —                       | x                       | x                       | —                       |
| 22.-23. července        | Briançon                | Francie                 | mondial-escalade.fr                                                      | 73+56                   | —                       | —                       | x                       | —                       | —                       |
| 12.-13. srpna           | Mnichov                 | Německo                 | alpenverein.de Archivováno 25. 7. 2020 na Wayback Machine.               | —                       | —                       | 140+84                  | —                       | —                       | x                       |
| 19.-20. srpna           | Imst                    | Rakousko                | oewk.at                                                                  | 66+56                   | —                       | —                       | x                       | —                       | —                       |
| 26.-27. srpna           | Arco                    | Itálie                  | rockmasterfestival.com                                                   | 72+56                   | 32+29                   | —                       | x                       | x                       | —                       |
| 18.-19. října           | Wu-ťiang                | Čína                    | CMA Archivováno 12. 1. 2016 na Wayback Machine.                          | —                       | 26+19                   | —                       | —                       | x                       | —                       |
| 22.-23. října           | Sia-men                 | Čína                    | CMA Archivováno 12. 1. 2016 na Wayback Machine.                          | 39+26                   | 32+20                   | —                       | x                       | x                       | —                       |
| 26.-27. listopadu       | Kranj                   | Slovinsko               | Worldcupkranj                                                            | 64+49                   | —                       | —                       | x                       | —                       | —                       |
| Celkem                  | 16                      | 10                      | IFSC                                                                     | 7                       | 7                       | 7                       | x                       | x                       | 52                      |

### Muži
| Výsledky SP v lezení na obtížnost 2016 (7-1) | Výsledky SP v lezení na obtížnost 2016 (7-1) | Výsledky SP v lezení na obtížnost 2016 (7-1) | Výsledky SP v lezení na obtížnost 2016 (7-1) | Výsledky SP v lezení na obtížnost 2016 (7-1) | Výsledky SP v lezení na obtížnost 2016 (7-1) | Výsledky SP v lezení na obtížnost 2016 (7-1) | Výsledky SP v lezení na obtížnost 2016 (7-1) | Výsledky SP v lezení na obtížnost 2016 (7-1) | Výsledky SP v lezení na obtížnost 2016 (7-1) | Výsledky SP v lezení na obtížnost 2016 (7-1) |
| Pořadí                                       | Jméno                                        | Země                                         | Body                                         | Kranj                                        | Sia-men                                      | Arco                                         | Imst                                         | Briançon                                     | Villars                                      | Chamonix                                     |
| -------------------------------------------- | -------------------------------------------- | -------------------------------------------- | -------------------------------------------- | -------------------------------------------- | -------------------------------------------- | -------------------------------------------- | -------------------------------------------- | -------------------------------------------- | -------------------------------------------- | -------------------------------------------- |
| 1.                                           | Domen Škofic                                 | Slovinsko                                    | 472                                          | 2. 80                                        | 9. 37                                        | 4. 55                                        | 1. 100                                       | 1. 100                                       | 13. (25)                                     | 1. 100                                       |
| 2.                                           | Jakob Schubert                               | Rakousko                                     | 402                                          | 3. 65                                        | 3. 65                                        | 2. 80                                        | 2. 80                                        | 8. (40)                                      | 6. 47                                        | 3. 65                                        |
| 3.                                           | Romain Desgranges                            | Francie                                      | 380                                          | 7. 43                                        | 5. 51                                        | 1. 100                                       | 4. 55                                        | 2. 80                                        | 27. (4)                                      | 5. 51                                        |
|                                              |                                              |                                              |                                              |                                              |                                              |                                              |                                              |                                              |                                              |                                              |
| 4.                                           | Stefano Ghisolfi                             | Itálie                                       | 356                                          | 4. 55                                        | 1. 100                                       | 9. 37                                        | 6. 47                                        | 9. 37                                        | 9. (37)                                      | 2. 80                                        |
| 5.                                           | Gautier Supper                               | Francie                                      | 281                                          | 13. 26                                       | 4. 55                                        | 22. (9)                                      | 3. 65                                        | 4. 55                                        | 13. 25                                       | 4. 55                                        |
| 6.                                           | Sean McColl                                  | Kanada                                       | 279                                          | 9. 37                                        | 10. 34                                       | —                                            | —                                            | 3. 65                                        | 1. 100                                       | 7. 43                                        |
| 7.                                           | Sebastian Halenke                            | Německo                                      | 255                                          | 1. 100                                       | —                                            | 6. 47                                        | 5. 51                                        | 26. 5                                        | 26. 5                                        | 6. 47                                        |
| 8.                                           | Thomas Joannes                               | Francie                                      | 232                                          | 10. 34                                       | 6. 47                                        | 11. 31                                       | 11. 31                                       | 15. (22)                                     | 3. 65                                        | 14. 24                                       |
| 9.                                           | Masahiro Higuchi                             | Japonsko                                     | 213                                          | 4. 24                                        | 7. 43                                        | —                                            | 13. 26                                       | 5. 51                                        | 7. 43                                        | 13. 26                                       |
| 10.                                          | Urban Primozic                               | Slovinsko                                    | 199                                          | 6. 47                                        | —                                            | 12. 28                                       | 17. 18                                       | 7. 43                                        | 5. 51                                        | 20. 12                                       |
|                                              |                                              |                                              |                                              |                                              |                                              |                                              |                                              |                                              |                                              |                                              |
| 23.-24.                                      | Adam Ondra                                   | Česko                                        | 51                                           | —                                            | —                                            | 5. 51                                        | —                                            | —                                            | —                                            | —                                            |
| 0.                                           | Jakub Konečný                                | Česko                                        | 0                                            | —                                            | —                                            | —                                            | 41. 0                                        | —                                            | —                                            | —                                            |
| 0.                                           | Martin Jech                                  | Česko                                        | 0                                            | —                                            | —                                            | 63. 0                                        | 44. 0                                        | 65. 0                                        | 53. 0                                        | 67. 0                                        |
| 0.                                           | Tomáš Binter                                 | Česko                                        | 0                                            | 59. 0                                        | —                                            | —                                            | —                                            | —                                            | 66. 0                                        | 75. 0                                        |
| 0.                                           | Jakub Dvořák                                 | Česko                                        | 0                                            | 63. 0                                        | —                                            | —                                            | 66. 0                                        | —                                            | 62. 0                                        | 78. 0                                        |
| 0.                                           | Jan Zíma                                     | Česko                                        | 0                                            | —                                            | —                                            | 70.-71. 0                                    | 62.-63. 0                                    | —                                            | —                                            | —                                            |
|                                              |                                              |                                              |                                              |                                              |                                              |                                              |                                              |                                              |                                              |                                              |
| počet finalistů                              | počet finalistů                              | počet finalistů                              | počet finalistů                              | 8                                            | 8                                            | 8                                            | 8                                            | 8                                            | 8                                            | 8                                            |
| počet semifinalistů                          | počet semifinalistů                          | počet semifinalistů                          | počet semifinalistů                          | 26                                           | 26                                           | 26                                           | 26                                           | 26                                           | 26                                           | 26                                           |
| bodovaných závodníků                         | bodovaných závodníků                         | bodovaných závodníků                         | 70                                           | 30                                           | 30                                           | 30                                           | 30                                           | 30                                           | 30                                           | 30                                           |
| celkový počet závodníků                      | celkový počet závodníků                      | celkový počet závodníků                      | —                                            | 64                                           | 39                                           | 72                                           | 66                                           | 73                                           | 66                                           | 80                                           |

| Výsledky SP v lezení na rychlost 2016 (7-1) | Výsledky SP v lezení na rychlost 2016 (7-1) | Výsledky SP v lezení na rychlost 2016 (7-1) | Výsledky SP v lezení na rychlost 2016 (7-1) | Výsledky SP v lezení na rychlost 2016 (7-1) | Výsledky SP v lezení na rychlost 2016 (7-1) | Výsledky SP v lezení na rychlost 2016 (7-1) | Výsledky SP v lezení na rychlost 2016 (7-1) | Výsledky SP v lezení na rychlost 2016 (7-1) | Výsledky SP v lezení na rychlost 2016 (7-1) | Výsledky SP v lezení na rychlost 2016 (7-1) |
| Pořadí                                      | Jméno                                       | Země                                        | Body                                        | Sia-men                                     | Wu-ťiang                                    | Arco                                        | Villars                                     | Chamonix                                    | Nanking                                     | Čchung-čching                               |
| ------------------------------------------- | ------------------------------------------- | ------------------------------------------- | ------------------------------------------- | ------------------------------------------- | ------------------------------------------- | ------------------------------------------- | ------------------------------------------- | ------------------------------------------- | ------------------------------------------- | ------------------------------------------- |
| 1.                                          | Marcin Dzieński                             | Polsko                                      | 485                                         | 13. (26)                                    | 3. 65                                       | 1. 100                                      | 1. 100                                      | 1. 100                                      | 3. 65                                       | 4. 55                                       |
| 2.                                          | Stanislav Kokorin                           | Rusko                                       | 366                                         | 1. 100                                      | 5. 51                                       | 10. (34)                                    | 3. 65                                       | 4. 55                                       | 4. 55                                       | 8. 40                                       |
| 3.                                          | Danijil Boldyrev                            | Ukrajina                                    | 363                                         | 5. 51                                       | 8. 40                                       | 2. 80                                       | 2. 80                                       | 18. (16)                                    | 6. 47                                       | 3. 65                                       |
|                                             |                                             |                                             |                                             |                                             |                                             |                                             |                                             |                                             |                                             |                                             |
| 4.                                          | Bassa Mawem                                 | Francie                                     | 349                                         | 2. 80                                       | 4. 55                                       | 3. 65                                       | 5. 51                                       | 15. (22)                                    | 5. 51                                       | 6. 47                                       |
| 5.                                          | Reza Alipourshenazandifar                   | Írán                                        | 335                                         | 8. 40                                       | 6. 47                                       | —                                           | 8. 40                                       | 3. 65                                       | 1. 100                                      | 7. 43                                       |
| 6.                                          | Libor Hroza                                 | Česko                                       | 322                                         | —                                           | —                                           | 5. 51                                       | 11. 31                                      | 2. 80                                       | 2. 80                                       | 2. 80                                       |
| 7.                                          | Dmitrij Timofejev                           | Rusko                                       | 241                                         | —                                           | —                                           | —                                           | 4. 55                                       | 7. 43                                       | 7. 43                                       | 1. 100                                      |
| 8.                                          | Leonardo Gontero                            | Itálie                                      | 214                                         | 9. 37                                       | 10. 34                                      | 4. 55                                       | 13. 26                                      | 12. 28                                      | 10. 34                                      | 13. (26)                                    |
| 9.                                          | Quentin Nambot                              | Francie                                     | 194                                         | 7. 43                                       | 11. 31                                      | 7. 43                                       | 9. 37                                       | 8. 40                                       | —                                           | —                                           |
| 10.-11.                                     | Vladislav Deulin                            | Rusko                                       | 187                                         | 4. 55                                       | 2. 80                                       | —                                           | 12. 28                                      | 14. 24                                      | —                                           | —                                           |
| 10.-11.                                     | Guillaume Moro                              | Francie                                     | 187                                         | 6. 47                                       | 7. 43                                       | 8. 40                                       | 6. 47                                       | 21. 10                                      | —                                           | —                                           |
|                                             |                                             |                                             |                                             |                                             |                                             |                                             |                                             |                                             |                                             |                                             |
| 14.                                         | Jan Kříž                                    | Česko                                       | 156                                         | 16. 20                                      | 9. 37                                       | 16. 20                                      | 18. 16                                      | 6. 47                                       | —                                           | 18. 16                                      |
|                                             |                                             |                                             |                                             |                                             |                                             |                                             |                                             |                                             |                                             |                                             |
| počet finalistů                             | počet finalistů                             | počet finalistů                             | počet finalistů                             | 4                                           | 4                                           | 4                                           | 4                                           | 4                                           | 4                                           | 4                                           |
| počet semifinalistů                         | počet semifinalistů                         | počet semifinalistů                         | počet semifinalistů                         | 16/8                                        | 16/8                                        | 16/8                                        | 16/8                                        | 16/8                                        | 16/8                                        | 16/8                                        |
| bodovaných závodníků                        | bodovaných závodníků                        | bodovaných závodníků                        | 67                                          | 30                                          | 26                                          | 30                                          | 30                                          | 30                                          | 30                                          | 30                                          |
| počet závodníků                             | počet závodníků                             | počet závodníků                             | —                                           | 32                                          | 26                                          | 32                                          | 30                                          | 32                                          | 30                                          | 35                                          |

| Výsledky SP v boulderingu 2016 (7-1) | Výsledky SP v boulderingu 2016 (7-1) | Výsledky SP v boulderingu 2016 (7-1) | Výsledky SP v boulderingu 2016 (7-1) | Výsledky SP v boulderingu 2016 (7-1) | Výsledky SP v boulderingu 2016 (7-1) | Výsledky SP v boulderingu 2016 (7-1) | Výsledky SP v boulderingu 2016 (7-1) | Výsledky SP v boulderingu 2016 (7-1) | Výsledky SP v boulderingu 2016 (7-1) | Výsledky SP v boulderingu 2016 (7-1) |
| Pořadí                               | Jméno                                | Země                                 | Body                                 | Mnichov                              | Vail                                 | Innsbruck                            | Nová Bombaj                          | Čchung-čching                        | Kazo                                 | Meiringen                            |
| ------------------------------------ | ------------------------------------ | ------------------------------------ | ------------------------------------ | ------------------------------------ | ------------------------------------ | ------------------------------------ | ------------------------------------ | ------------------------------------ | ------------------------------------ | ------------------------------------ |
| 1.                                   | Tomoa Narasaki                       | Japonsko                             | 462                                  | 1. 100                               | 2. 80                                | 2. 80                                | 2. 80                                | 1. 100                               | 15. 22                               | 18. (16)                             |
| 2.                                   | Kokoro Fudžii                        | Japonsko                             | 395                                  | 8. 40                                | 1. 100                               | 10. (34)                             | 1. 100                               | 4. 55                                | 3. 65                                | 9. 35                                |
| 3.                                   | Alexej Rubcov                        | Rusko                                | 372                                  | 3. 62                                | 3. 62                                | 16. (20)                             | 3. 65                                | 5. 51                                | 13. 26                               | 1. 100                               |
|                                      |                                      |                                      |                                      |                                      |                                      |                                      |                                      |                                      |                                      |                                      |
| 4.                                   | Čon Džong-won                        | Jižní Korea                          | 344                                  | 2. 80                                | 13. 26                               | 1. 100                               | 4. 55                                | 3. 65                                | —                                    | 17. 18                               |
| 5.                                   | Rustam Gelmanov                      | Rusko                                | 270                                  | —                                    | 5. 51                                | 27. 3                                | 5. 51                                | 9. 37                                | 1. 100                               | 12. 28                               |
| 6.                                   | Sean McColl                          | Kanada                               | 244                                  | —                                    | 6. 47                                | 3. 65                                | 10. 34                               | 7. 43                                | 7. 43                                | 20. 12                               |
| 7.                                   | Martin Stráník                       | Česko                                | 214                                  | 17. 18                               | 7. 43                                | 6. 47                                | 19. 14                               | —                                    | 20. 12                               | 2. 80                                |
| 8.                                   | Jérémy Bonder                        | Francie                              | 205                                  | 7. 43                                | —                                    | —                                    | 6. 47                                | 10. 34                               | 4. 55                                | 13. 26                               |
| 9.                                   | Jan Hojer                            | Německo                              | 177                                  | —                                    | 21. 9                                | —                                    | 18. 16                               | 2. 80                                | 9. 37                                | 9.-10. 35                            |
| 10.                                  | Jernej Kruder                        | Slovinsko                            | 169                                  | 28. (3)                              | 11. 31                               | 14. 24                               | 15. 22                               | 12. 28                               | 8. 40                                | 14. 24                               |
|                                      |                                      |                                      |                                      |                                      |                                      |                                      |                                      |                                      |                                      |                                      |
| 60.-63.                              | Štěpán Stráník                       | Česko                                | 5                                    | 41.-42. 0                            | —                                    | 95.-96. 0                            | —                                    | —                                    | —                                    | 25.-26. 5                            |
| 0.                                   | Oldřich Klapal                       | Česko                                | 0                                    | —                                    | —                                    | 85.-86. 0                            | —                                    | —                                    | —                                    | 73.-74. 0                            |
| 0.                                   | Roman Kučera                         | Česko                                | 0                                    | 77.-78. 0                            | —                                    | —                                    | —                                    | —                                    | —                                    | 78. 0                                |
|                                      |                                      |                                      |                                      |                                      |                                      |                                      |                                      |                                      |                                      |                                      |
| počet finalistů                      | počet finalistů                      | počet finalistů                      | počet finalistů                      | 6                                    | 6                                    | 6                                    | 6                                    | 6                                    | 6                                    | 6                                    |
| počet semifinalistů                  | počet semifinalistů                  | počet semifinalistů                  | počet semifinalistů                  | 20                                   | 20                                   | 21                                   | 20                                   | 20                                   | 19                                   | 20                                   |
| bodovaných závodníků                 | bodovaných závodníků                 | bodovaných závodníků                 | 77                                   | 30                                   | 30                                   | 30                                   | 30                                   | 30                                   | 30                                   | 30                                   |
| počet závodníků                      | počet závodníků                      | počet závodníků                      | —                                    | 140                                  | 58                                   | 108                                  | 42                                   | 63                                   | 69                                   | 84                                   |

| Výsledky SP 2016 — kombinace | Výsledky SP 2016 — kombinace | Výsledky SP 2016 — kombinace | Výsledky SP 2016 — kombinace |
| Pořadí                       | Jméno                        | Země                         | Body                         |
| ---------------------------- | ---------------------------- | ---------------------------- | ---------------------------- |
| 1.                           | Sean McColl                  | Kanada                       | 538                          |
| 2.                           | Jakob Schubert               | Rakousko                     | 439                          |
| 3.                           | Kokoro Fudžii                | Japonsko                     | 423                          |
| 4.                           | Rustam Gelmanov              | Rusko                        | 280                          |
| 5.                           | Masahiro Higuchi             | Japonsko                     | 192                          |
| 6.                           | Hanwool Kim                  | Jižní Korea                  | 169                          |
| 7.                           | Naoki Shimatani              | Japonsko                     | 135                          |
| 8.                           | Manuel Cornu                 | Francie                      | 118                          |
| 9.                           | David Firnenburg             | Německo                      | 72                           |
| 10.                          | Meiči Narasaki               | Japonsko                     | 44                           |
| bodovaných celkem            |                              |                              |                              |

### Ženy
| Výsledky SP v lezení na obtížnost 2016 (7-1) | Výsledky SP v lezení na obtížnost 2016 (7-1) | Výsledky SP v lezení na obtížnost 2016 (7-1) | Výsledky SP v lezení na obtížnost 2016 (7-1) | Výsledky SP v lezení na obtížnost 2016 (7-1) | Výsledky SP v lezení na obtížnost 2016 (7-1) | Výsledky SP v lezení na obtížnost 2016 (7-1) | Výsledky SP v lezení na obtížnost 2016 (7-1) | Výsledky SP v lezení na obtížnost 2016 (7-1) | Výsledky SP v lezení na obtížnost 2016 (7-1) | Výsledky SP v lezení na obtížnost 2016 (7-1) |
| Pořadí                                       | Jméno                                        | Země                                         | Body                                         | Kranj                                        | Sia-men                                      | Arco                                         | Imst                                         | Briançon                                     | Villars                                      | Chamonix                                     |
| -------------------------------------------- | -------------------------------------------- | -------------------------------------------- | -------------------------------------------- | -------------------------------------------- | -------------------------------------------- | -------------------------------------------- | -------------------------------------------- | -------------------------------------------- | -------------------------------------------- | -------------------------------------------- |
| 1.                                           | Janja Garnbret                               | Slovinsko                                    | 530                                          | 3. 65                                        | 1. 100                                       | 3. 65                                        | 5. (51)                                      | 1. 100                                       | 1. 100                                       | 1. 100                                       |
| 2.                                           | Anak Verhoeven                               | Belgie                                       | 495                                          | 1. 100                                       | 2. 80                                        | 1. 100                                       | 4. 55                                        | 8. (40)                                      | 2. 80                                        | 2. 80                                        |
| 3.                                           | Kim Ča-in                                    | Jižní Korea                                  | 395                                          | 6. (47)                                      | 3. 65                                        | 2. 80                                        | 3. 65                                        | 4. 55                                        | 3. 65                                        | 3. 65                                        |
|                                              |                                              |                                              |                                              |                                              |                                              |                                              |                                              |                                              |                                              |                                              |
| 4.                                           | Magdalena Röck                               | Rakousko                                     | 345                                          |                                              |                                              |                                              |                                              |                                              |                                              |                                              |
| 5.                                           | Mina Markovič                                | Slovinsko                                    | 306                                          |                                              |                                              |                                              |                                              |                                              |                                              |                                              |
| 6.                                           | Juka Kobajašiová                             | Japonsko                                     | 239                                          |                                              |                                              |                                              |                                              |                                              |                                              |                                              |
| 7.                                           | Mathilde Becerra                             | Francie                                      | 236                                          |                                              |                                              |                                              |                                              |                                              |                                              |                                              |
| 8.                                           | Julia Chanourdie                             | Francie                                      | 230                                          |                                              |                                              |                                              |                                              |                                              |                                              |                                              |
| 9.                                           | Jessica Pilz                                 | Rakousko                                     | 223                                          |                                              |                                              |                                              |                                              |                                              |                                              |                                              |
| 10.                                          | Hélène Janicot                               | Francie                                      | 197                                          |                                              |                                              |                                              |                                              |                                              |                                              |                                              |
|                                              |                                              |                                              |                                              |                                              |                                              |                                              |                                              |                                              |                                              |                                              |
| 46.-49.                                      | Gabriela Vrablíková                          | Česko                                        | 9                                            | 48. 0                                        | —                                            | 47. 0                                        | 37. 0                                        | 34. 0                                        | 26. 5                                        | 27. 4                                        |
| 63.-65.                                      | Lenka Slezáková                              | Česko                                        | 1                                            | —                                            | —                                            | —                                            | 49. 0                                        | 49. 0                                        | 30.-32. 0                                    | 30. 1                                        |
| 0                                            | Iva Vejmolová                                | Česko                                        | 0                                            | 42. 0                                        | —                                            | —                                            | —                                            | —                                            | —                                            | —                                            |
|                                              |                                              |                                              |                                              |                                              |                                              |                                              |                                              |                                              |                                              |                                              |
| počet finalistek                             | počet finalistek                             | počet finalistek                             | počet finalistek                             | 8                                            | 8                                            | 8                                            | 8                                            | 9                                            | 8                                            | 8                                            |
| počet semifinalistek                         | počet semifinalistek                         | počet semifinalistek                         | počet semifinalistek                         | 26                                           | 26                                           | 26                                           | 26                                           | 26                                           | 27                                           | 27                                           |
| bodovaných závodnic                          | bodovaných závodnic                          | bodovaných závodnic                          | 65                                           | 30                                           | 26                                           | 30                                           | 30                                           | 30                                           | 29                                           | 30                                           |
| počet závodnic                               | počet závodnic                               | počet závodnic                               | —                                            | 49                                           | 26                                           | 56                                           | 56                                           | 56                                           | 51                                           | 47                                           |

| Výsledky SP v lezení na rychlost 2016 (7-1) | Výsledky SP v lezení na rychlost 2016 (7-1) | Výsledky SP v lezení na rychlost 2016 (7-1) | Výsledky SP v lezení na rychlost 2016 (7-1) | Výsledky SP v lezení na rychlost 2016 (7-1) | Výsledky SP v lezení na rychlost 2016 (7-1) | Výsledky SP v lezení na rychlost 2016 (7-1) | Výsledky SP v lezení na rychlost 2016 (7-1) | Výsledky SP v lezení na rychlost 2016 (7-1) | Výsledky SP v lezení na rychlost 2016 (7-1) | Výsledky SP v lezení na rychlost 2016 (7-1) |
| Pořadí                                      | Jméno                                       | Země                                        | Body                                        | Sia-men                                     | Wu-ťiang                                    | Arco                                        | Villars                                     | Chamonix                                    | Nanking                                     | Čchung-čching                               |
| ------------------------------------------- | ------------------------------------------- | ------------------------------------------- | ------------------------------------------- | ------------------------------------------- | ------------------------------------------- | ------------------------------------------- | ------------------------------------------- | ------------------------------------------- | ------------------------------------------- | ------------------------------------------- |
| 1.                                          | Julija Kaplinová                            | Rusko                                       | 520                                         | 2. 80                                       | 2. 80                                       | 2. 80                                       | 2. 80                                       | 25. (6)                                     | 1. 100                                      | 1. 100                                      |
| 2.                                          | Anouck Jaubert                              | Francie                                     | 506                                         | 4. 55                                       | 1. 100                                      | 1. 100                                      | 1. 100                                      | 1. 100                                      | 8. (40)                                     | 5. 51                                       |
| 3.                                          | Klaudia Buczek                              | Polsko                                      | 398                                         | 1. 100                                      | 4. 55                                       | 3. 65                                       | 11. (31)                                    | 4. 55                                       | 7. 43                                       | 2. 80                                       |
|                                             |                                             |                                             |                                             |                                             |                                             |                                             |                                             |                                             |                                             |                                             |
| 4.                                          | Aleksandra Rudzińska                        | Polsko                                      | 367                                         |                                             |                                             |                                             |                                             |                                             |                                             |                                             |
| 5.                                          | Anna Cyganovová                             | Rusko                                       | 297                                         |                                             |                                             |                                             |                                             |                                             |                                             |                                             |
| 6.                                          | Aurelia Sarisson                            | Francie                                     | 266                                         |                                             |                                             |                                             |                                             |                                             |                                             |                                             |
| 7.                                          | Alla Marenych                               | Ukrajina                                    | 251                                         |                                             |                                             |                                             |                                             |                                             |                                             |                                             |
| 8.                                          | Anna Brożek                                 | Polsko                                      | 248                                         |                                             |                                             |                                             |                                             |                                             |                                             |                                             |
| 9.                                          | Edyta Ropek                                 | Polsko                                      | 223                                         |                                             |                                             |                                             |                                             |                                             |                                             |                                             |
| 10.                                         | Nina Lach                                   | Rakousko                                    | 199                                         |                                             |                                             |                                             |                                             |                                             |                                             |                                             |
|                                             |                                             |                                             |                                             |                                             |                                             |                                             |                                             |                                             |                                             |                                             |
| —                                           | —                                           | Česko                                       | —                                           | —                                           | —                                           | —                                           | —                                           | —                                           | —                                           | —                                           |
|                                             |                                             |                                             |                                             |                                             |                                             |                                             |                                             |                                             |                                             |                                             |
| počet finalistek                            | počet finalistek                            | počet finalistek                            | počet finalistek                            | 4                                           | 4                                           | 4                                           | 4                                           | 4                                           | 4                                           | 4                                           |
| počet semifinalistek                        | počet semifinalistek                        | počet semifinalistek                        | počet semifinalistek                        | 16/8                                        | 16/8                                        | 16/8                                        | 16/8                                        | 16/8                                        | 16/8                                        | 16/8                                        |
| bodovaných závodnic                         | bodovaných závodnic                         | bodovaných závodnic                         | 46                                          | 20                                          | 19                                          | 29                                          | 26                                          | 27                                          | 17                                          | 19                                          |
| počet závodnic                              | počet závodnic                              | počet závodnic                              | —                                           | 20                                          | 19                                          | 29                                          | 26                                          | 27                                          | 17                                          | 19                                          |

| Výsledky SP v boulderingu 2016 (7-1) | Výsledky SP v boulderingu 2016 (7-1) | Výsledky SP v boulderingu 2016 (7-1) | Výsledky SP v boulderingu 2016 (7-1) | Výsledky SP v boulderingu 2016 (7-1) | Výsledky SP v boulderingu 2016 (7-1) | Výsledky SP v boulderingu 2016 (7-1) | Výsledky SP v boulderingu 2016 (7-1) | Výsledky SP v boulderingu 2016 (7-1) | Výsledky SP v boulderingu 2016 (7-1) | Výsledky SP v boulderingu 2016 (7-1) |
| Pořadí                               | Jméno                                | Země                                 | Body                                 | Mnichov                              | Vail                                 | Innsbruck                            | Nová Bombaj                          | Čchung-čching                        | Kazo                                 | Meiringen                            |
| ------------------------------------ | ------------------------------------ | ------------------------------------ | ------------------------------------ | ------------------------------------ | ------------------------------------ | ------------------------------------ | ------------------------------------ | ------------------------------------ | ------------------------------------ | ------------------------------------ |
| 1.                                   | Shauna Coxsey                        | Spojené království                   | 560                                  | 2. 80                                | 2. 80                                | 1. 100                               | 9. (37)                              | 1. 100                               | 1. 100                               | 1. 100                               |
| 2.                                   | Miho Nonaka                          | Japonsko                             | 446                                  | 1. 100                               | 5. 51                                | 3. 65                                | 1. 100                               | 3. 65                                | 3. 65                                | 14. (24)                             |
| 3.                                   | Melissa Le Neve                      | Francie                              | 368                                  | 4. 55                                | 4. 55                                | 8. (40)                              | 4. 55                                | 7. 43                                | 2. 80                                | 2. 80                                |
|                                      |                                      |                                      |                                      |                                      |                                      |                                      |                                      |                                      |                                      |                                      |
| 4.                                   | Akijo Noguči                         | Japonsko                             | 352                                  |                                      |                                      |                                      |                                      |                                      |                                      |                                      |
| 5.                                   | Monika Retschy                       | Německo                              | 236                                  |                                      |                                      |                                      |                                      |                                      |                                      |                                      |
| 6.                                   | Fanny Gibert                         | Francie                              | 223                                  |                                      |                                      |                                      |                                      |                                      |                                      |                                      |
| 7.                                   | Megan Mascarenas                     | USA                                  | 220                                  |                                      |                                      |                                      |                                      |                                      |                                      |                                      |
| 8.                                   | Petra Klingler                       | Švýcarsko                            | 192                                  |                                      |                                      |                                      |                                      |                                      |                                      |                                      |
| 9.                                   | Clementine Kaiser                    | Francie                              | 175                                  |                                      |                                      |                                      |                                      |                                      |                                      |                                      |
| 10.                                  | Sol Sa                               | Jižní Korea                          | 171                                  |                                      |                                      |                                      |                                      |                                      |                                      |                                      |
|                                      |                                      |                                      |                                      |                                      |                                      |                                      |                                      |                                      |                                      |                                      |
| 76.-82.                              | Petra Růžičková                      | Česko                                | 1                                    | 33.-34. 0                            | —                                    | 29.-30. 1                            | —                                    | —                                    | —                                    | 49.-50. 0                            |
| 0.                                   | Dominika Dupalová                    | Česko                                | 0                                    | —                                    | —                                    | 53.-54. 0                            | —                                    | —                                    | —                                    | 41.-42. 0                            |
| 0.                                   | Eliška Vlčková                       | Česko                                | 0                                    | 61.-63. 0                            | —                                    | —                                    | —                                    | —                                    | —                                    | 55.-56. 0                            |
| 0.                                   | Daniela Kotrbová                     | Česko                                | 0                                    | 55.-56. 0                            | —                                    | 67.-68. 0                            | —                                    | —                                    | —                                    | —                                    |
| 0.                                   | Karina Bílková                       | Česko                                | 0                                    | 71.-72. 0                            | —                                    | 59.-60. 0                            | —                                    | —                                    | —                                    | —                                    |
|                                      |                                      |                                      |                                      |                                      |                                      |                                      |                                      |                                      |                                      |                                      |
| počet finalistek                     | počet finalistek                     | počet finalistek                     | počet finalistek                     | 6                                    | 6                                    | 7                                    | 6                                    | 6                                    | 6                                    | 6                                    |
| počet semifinalistek                 | počet semifinalistek                 | počet semifinalistek                 | počet semifinalistek                 | 20                                   | 19                                   | 20                                   | 20                                   | 20                                   | 20                                   | 20                                   |
| bodovaných závodnic                  | bodovaných závodnic                  | bodovaných závodnic                  | 82                                   | 30                                   | 30                                   | 30                                   | 30                                   | 30                                   | 30                                   | 30                                   |
| počet závodnic                       | počet závodnic                       | počet závodnic                       | —                                    | 84                                   | 47                                   | 68                                   | 38                                   | 37                                   | 53                                   | 59                                   |

| Výsledky SP 2016 — kombinace | Výsledky SP 2016 — kombinace | Výsledky SP 2016 — kombinace | Výsledky SP 2016 — kombinace |
| Pořadí                       | Jméno                        | Země                         | Body                         |
| ---------------------------- | ---------------------------- | ---------------------------- | ---------------------------- |
| 1.                           | Janja Garnbret               | Slovinsko                    | 596                          |
| 2.                           | Akijo Noguči                 | Japonsko                     | 447                          |
| 3.                           | Jessica Pilz                 | Rakousko                     | 286                          |
| 4.                           | Anna Cyganovová              | Rusko                        | 284                          |
| 5.                           | Juka Kobajašiová             | Japonsko                     | 234                          |
| 6.                           | Mathilde Becerra             | Francie                      | 211                          |
| 7.                           | Katharina Posch              | Rakousko                     | 167                          |
| 8.                           | Mei Kotake                   | Japonsko                     | 133                          |
| 9.                           | Aja Onoe                     | Japonsko                     | 107                          |
| 10.                          | Charlotte Durif              | Francie                      | 104                          |
| bodovaných celkem            |                              |                              |                              |

### Pořadí států
| Výsledky SP v lezení na obtížnost 2016 | Výsledky SP v lezení na obtížnost 2016 | Výsledky SP v lezení na obtížnost 2016 |
| Pořadí                                 | Země                                   | Body                                   |
| -------------------------------------- | -------------------------------------- | -------------------------------------- |
| 1.                                     | Slovinsko                              | 1575                                   |
| 2.                                     | Francie                                | 1548                                   |
| 3.                                     | Rakousko                               | 1325                                   |
| 18.                                    | Česko                                  | 61                                     |
| 22 bodovaných zemí ze 32 zúčastněných  |                                        |                                        |

| 1.                                    | Rusko   | 1892 |
| 2.                                    | Francie | 1677 |
| 3.                                    | Polsko  | 1661 |
| 8.                                    | Česko   | 458  |
| 20 bodovaných zemí ze 22 zúčastněných |         |      |

| 1.                                   | Japonsko           | 1964 |
| 2.                                   | Francie            | 1347 |
| 3.                                   | Spojené království | 1087 |
| 13.                                  | Česko              | 220  |
| 33 bodovaných zemí z 52 zúčastněných |                    |      |

### Čeští medailisté v jednotlivých závodech SP 2016
| Datum a Místo           | Disciplína         | Lezec/lezkyně  | Zlato | Stříbro          | Bronz |
| ----------------------- | ------------------ | -------------- | ----- | ---------------- | ----- |
| 16. dubna Meiringen     | bouldering 1. kolo | Martin Stráník |       | Stříbrná medaile |       |
| 1. května Čchung-čching | rychlost 1. kolo   | Libor Hroza    |       | Stříbrná medaile |       |
| 7. května Nanking       | rychlost 2. kolo   | Libor Hroza    |       | Stříbrná medaile |       |
| 11. července Chamonix   | rychlost 3. kolo   | Libor Hroza    |       | Stříbrná medaile |       |

### Videozáznamy ze SP 2016
Sportovní kanál IFSC na Youtube; kromě Číny bývají všechny SP vysílány v přímém přenosu a zároveň ukládány jako záznam
| Místo         | Pozvánka              | Obtížnost | Obtížnost  | Rychlost            | Rychlost   | Bouldering          | Bouldering  | Jiné                              |
| Místo         | Pozvánka              | finále    | semifinále | finále              | semifinále | finále              | semifinále  | Jiné                              |
| ------------- | --------------------- | --------- | ---------- | ------------------- | ---------- | ------------------- | ----------- | --------------------------------- |
| Meiringen     | pozvánka              | —         | —          | —                   | —          | muži a ženy sestřih | muži a ženy | sestřih kvalifikace               |
| Kazo          | pozvánka              | —         | —          | —                   | —          | muži a ženy sestřih | muži a ženy | kvalifikace muži kvalifikace ženy |
| Čchung-čching | pozvánka              | —         | —          | muži a ženy         | —          | muži a ženy         | muži a ženy | sestřih kvalifikace B             |
| Nanking       | pozvánka              | —         | —          | muži a ženy sestřih | —          | —                   | —           |                                   |
| Nová Bombaj   | pozvánka 1 pozvánka 2 | —         | —          | —                   | —          | muži a ženy         | muži a ženy | kvalifikace                       |
| Innsbruck     | x                     | —         | —          | —                   | —          | x                   | x           |                                   |
| Vail          | x                     | —         | —          | —                   | —          | x                   | x           |                                   |
| Chamonix      | x                     | x         | x          | x                   | x          | —                   | —           |                                   |
| Villars       | x                     | x         | x          | —                   | —          | —                   | —           |                                   |
| Briançon      | x                     | x         | x          | —                   | —          | —                   | —           |                                   |
| Mnichov       | x                     | —         | —          | —                   | —          | x                   | x           |                                   |
| Imst          | x                     | x         | x          | —                   | —          | —                   | —           |                                   |
| Arco          | x                     | x         | x          | x                   | x          | —                   | —           |                                   |
| Wu-ťiang      | x                     | —         | —          | x                   | x          | —                   | —           |                                   |
| Sia-men       | x                     | x         | x          | x                   | x          | —                   | —           |                                   |
| Kranj         | x                     | x         | x          | —                   | —          | —                   | —           |                                   |